# Nürnberg-Eibach
Nürnberg-Eibach – stacja kolejowa w Norymberdze, w kraju związkowym Bawaria, w Niemczech. Znajdują się tu 3 perony.